# Uta Eckhardt
Uta Eckhardt (verheiratete Tortell; * 17. August 1967) ist eine ehemalige deutsche Mittelstreckenläuferin, die sich auf die 1500-Meter-Distanz spezialisiert hatte.
Bei den Leichtathletik-Halleneuropameisterschaften 1987 in Liévin wurde sie Sechste.
1988 wurde sie Deutsche Vizemeisterin in der Halle.
Uta Eckhardt startete für Eintracht Frankfurt.

## Persönliche Bestzeiten
- 800 m: 2:04,79 min, 21. Juli 1985, Berlin
- 1000 m (Halle): 2:41,22 min, 1. Februar 1987, Stuttgart
- 1500 m: 4:15,07 min, 10. August 1986, Schweinfurt
- 3000 m: 9:22,10 min, 15. August 1987, Hamburg
- 3000 m (Halle): 9:05,2 min, 17. Januar 1987, Stadtallendorf